# CHIP (Україна)
CHIP (укр. Чип) — кольоровий щомісячний глянцовий журнал про комп'ютерну техніку, комунікації і зв'язок, орієнтований на рядових користувачів і IT-професіоналів, що виходив в Україні російською мовою. Випускався з лютого 1996 по серпень 2018 року. 

## Видавництва та ліцензії
З 1996  по 2006 роки CHIP (Україна) виходив у видавництві СофтПрес, директор Елліна Шнурко-Табакова, головний редактор Олексій Єфетов. 
У 2006 році у зв'язку з реорганізацією правовласника Vogel International у Vogel Burda Communication, ліцензію на видавництво CHIP в Україні отримав видавничий дім  "Бурда-Україна" . З цього року Chip-Україна становиться клоном Chip-Росія до його та свого закриття у 2018 році.

## 1996-2006 роки
Анонс журналу відбувся наприкінці 1995 року і містив корисну інформацію, огляд видавничого ринку України та 3 рекламні об'яви.  Такий формат друкованного видання відбувався в Україні вперше. 
У лютому 1996 року комп'ютерний журнал CHIP (Україна) було вперше представлено на виставці EnterEx у Києві, міжнародне представлення відбулося у березні 1996 року на виставці CeBIT Ганновер, Німеччина.  За браком якісних типографій в Україні перші наклади CHIP (Україна) друкувалися у Чехії. 
Перший наклад видання становив 12 000 примірників, 100 сторінок. Щомісячно у 1996-1998 роках виходило у світ не менше 10 000 примірників. 100 сторінок у 1996 року перетворилися згодом на 120-150 сторінок часопису на щомісячній основі. У 1998 році вперше серед усіх друкованих видань в Україні та СНГ журнал CHIP Україна отримує регулярний додаток — компакт-диск CD, згодом, по мірі розвитку технологій — DVD. У 2000 році був запущений веб сайт журналу. У 2004 році вийшов 100 номер СHIP (Україна).
Міжнародний маркетинг та продажі реклами відбувалися під керівництвом і у тісному партнерстві з Hugo E. Martin, директором Vogel International.
Комп'ютерний журнал CHIP (Україна)  був першим серед країн СНД, керівництво видавництва СофтПресс брало участь у розробці та запуску журнала CHIP (Росія), який почав виходити лише у квітні 2001 року.

## 2007-2018 роки
Наклад видання станом на жовтень 2013 року — 24 000 екземплярів. Головним редактором був Сергій Антончук.